# Эд II де Шамплит
Эд (Одон) II Шампанец (фр. Eudes (Odon) II le Champenois; ум. в мае 1204, Константинополь) — сеньор де Шамплит, бургундский рыцарь, участник Четвертого крестового похода.

## Биография
Сын Эда I Шампанца, сеньора де Шамплита, и Сибиллы де Шатийон-сюр-Об.
Вместе с младшим братом Гийомом участвовал в войне Юга де Вержи с герцогом Эдом III Бургундским. Сеньор де Вержи, вернувшийся из Третьего крестового похода с Филиппом Августом, отказывался приносить герцогу вассальную присягу и передать ему замок Вержи. На его стороне выступили граф Гийом де Шалон и братья де Шамплиты, а среди сторонников Эда Бургундского был Этьен де Мон-Сен-Жан, шурин Эда II, сенешаль Бургундии.
По примеру своих родителей братья делали дарения монастырям, в том числе аббатству Обрив.
Эд и Гийом де Шамплиты были в числе рыцарей, откликнувшихся на призыв Иннокентия III и проповеди Фулька, кюре Нёйи-сюр-Марна. Они участвовали в турнире в Экри-сюр-Эне, затем в ассамблее, собранной 14 сентября 1201 в аббатстве Сито, и приняли крест для участия в походе на Иерусалим.
В отличие от Гийома, Эд Шампанец не пользовался симпатией Жоффруа де Виллардуэна, поскольку принадлежал к группе рыцарей, противившихся изменению маршрута экспедиции. Хронист называет его первым среди лидеров недовольных, во время пребывания на Корфу намеревавшихся покинуть войско и самостоятельно отправиться в Сирию.
После высадки у Скутари Эду де Шамплиту был поручен отряд для охраны войска и фуражиров. После высадки у Галаты он возглавил шестой отряд, состоявший из бургундских рыцарей. Во время штурма Константинополя 17 июля 1203 этот отряд, вместе с шампанцами, под общим командованием Матье де Монморанси, был оставлен оборонять лагерь.
В феврале 1204 Эд де Шамплит участвовал в грабительском рейде Анри де Эно на город Филею на побережье Черного моря. На обратном пути пилигримы попали в засаду, устроенную Алексеем Мурцуфлом, но разбили византийцев, захватив императорское знамя и некую особо почитавшуюся икону.
Умер после взятия Константинополя, и накануне коронации Бодуэна Фландрского.

В это же самое время умер один из самых знатных баронов войска по имени Эд де Шамплит Шампанец; и о нем очень скорбели и оплакивали его и Гийом, его брат, и другие, его друзья; он был погребен с великими почестями в церкви Апостолов.— Жоффруа де Виллардуэн. Завоевание Константинополя, 262

## Семья
1-я жена: N де Мон-Сен-Жан, дочь Юга, сеньора де Мон-Сен-Жан, и Элизабет де Вержи
Дочь:
- Эдетта (Ода) де Шамплит (ум. после июня 1231), дама де Шамплит. Муж: Гуго I, бургграф Гента (ум. 1232). В 1228 году в Париже Эдетта с мужем продали принадлежавшую им половину Шамплита и прочие владения в Бургундии Гийому I де Вержи, брату герцогини Аликс Бургундской, за 7200 парижских ливров[10][11].

2-я жена (до 1200): Эммелина де Бруа (ум. 1248 или позже), дочь Юга III де Бруа и Изабели де Дрё. Вторым браком (1205, развод 1224) вышла за Эрара II де Шасне